# Ole Kirk Christiansen
Ole Kirk Christiansen (n. 7 aprilie 1891, Filskov Parish⁠(d), regiunea Syddanmark, Danemarca – d. 11 martie 1958, Billund, regiunea Syddanmark, Danemarca) a fost un tâmplar danez, creatorul companiei de jucării Lego, mai târziu cunoscut ca Grupul Lego.

## Biografie
Ole s-a născut într-o familie foarte săracă din satul Filskov din Danemarca. Era fiul lui Jens Niels Kristiansen și Kristine Kristiansen (născută Anderson). Deoarece era cel mai mic din cei zece copii ai familiei, Ole păzea oile. Tatăl său avea o fermă care nu aducea familiei prea mulți bani așa că Ole și frații săi mai lucrau și prin gospodăriile vecine. Ole a urmat cursurile școlii din sat unde a învățat să scrie și să citească. În 1905 (la 14 ani) Ole a devenit ucenic în atelierul de tâmplărie al fratelui său mai mare.
În 1911 Ole a plecat să lucreze în Germania. A stat acolo un an apoi a plecat în Norvegia. În Norvegia el a cunoscut-o pe Kristine Sorensen, fiica unui vânzător de brânză norvegiană, de care s-a îndrăgostit. În 1916 Ole și Kristine s-au mutat în satul Billund, s-au căsătorit iar Ole și-a deschis un atelier de tâmplărie. Orașul era incredibil de sărac. În 1924 doi dintre cei patru fi ai săi, Karl și Godfred, dau foc atelierului accidental într-o după-masă. Focul s-a extins rapid și în curând atelierul și casa lui Ole au fost cenușă. Ole a reconstruit și atelierul și casa. Pentru a mai avea o sursă de venit, Ole a închiriat mare parte din noua casă. După doar 5 ani, în 1929, a venit Marea criză economică. Odată cu criza cererea de scări și mobilier a scăzut dramatic iar Ole aproape că nu mai avea bani. În 1932 soția lui Ole, Kristine, a murit. În același an Ole a început să producă jucării din lemn de mesteacăn. Mai târziu Ole s-a recăsătorit și a avut și un al cincilea copil: o fată numită Ula. În 1934 compania de jucării a lui Ole primește numele de „Lego” de la cuvintele daneze leg godt, adică „joacă bine”. Peste câțiva ani un alt incendiu a ars fabrica dar Ole și câțiva angajați au reconstruit totul. Nici ocupația Danemarcei de către Germania Nazistă nu a fost o piedică pentru Ole, care a continuat să producă jucării. În 1947 lemnul începe să fie înlocuit cu plasticul. Prin anii 1950 Ole se îmbolnăvește și e nevoit să stea departe de fabrică care e condusă de fiul său, Godfred.
Ole Kirk Christiansen a murit la 11 martie 1958, la vârsta de 66 de ani.